# Pseudotrachypus stevensii
Pseudotrachypus stevensii là một loài rêu trong họ Trachypodaceae. Loài này được (Renauld & Cardot) W.R. Buck mô tả khoa học đầu tiên năm 1994.